# Isabel II de Jerusalem
Iolanda o Violant de Brienne (Acre, 1211; † Àndria, 25 d'abril de 1228), també coneguda com a Isabel II de Jerusalem, va ser una princesa d'origen francès que es va convertir en reina de Jerusalem. Va succeir a la seva mare, Maria de Montferrat, quan aquesta va morir al cap de poc de donar a llum.

## Reina nena
Violant va néixer a Àndria, Itàlia, filla única de Maria de Montferrat, reina de Jerusalem, i de Joan de Brienne, rei consort. Maria era la filla de la reina Isabel I de Jerusalem del seu segon marit Conrad I, i hereva, a la mort de la seva mare, del regne de Jerusalem. Maria va morir poc després d'haver donat a llum, possiblement per febre puerperal. A causa d'això, Violant va ser proclamada reina de Jerusalem quan només tenia uns dies d'edat. A causa que el seu pare Joan no tenia una pretensió directa al tron, ell va governar com a regent fins al seu matrimoni.

## Matrimoni amb Frederic II

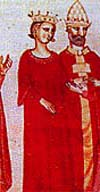
Matrimoni de Violant o Isabel de Jerusalem amb Frederic II.

Violant es va casar amb Frederic II Hohenstaufen, emperador del Sacre Imperi, el 9 de novembre de 1225; l'emperador s'havia implicat en la Cinquena Croada, enviant tropes des d'Alemanya, però no va aconseguir acompanyar a l'exèrcit directament, a pesar que l'incitaven a fer-ho els papes Honori III i més tard Gregori IX, ja que necessitava consolidar la seva posició a Alemanya i Itàlia abans d'embarcar-se en una croada. No obstant això, Frederic de nou va prometre anar a la croada després de la seva coronació com a Sacre emperador Romano el 1220 per Honori III.
Durant una reunió entre Joan de Brienne, el papa Honori III i Frederic II a la ciutat de Ferentino el 1223, el destí de Violant va quedar decidit: Frederic va acceptar finalment anar a la croada, però només com a rei legítim de Jerusalem, i això només era possible si es casava amb la reina Violant; per llavors Frederic era vidu. Aquest va ser un pla del papa, qui esperava que amb aquest enllaç comprometria fermament a l'emperador en la cinquena croada. El compromís va quedar confirmat, però l'emperador encara va retardar la seva partida fins a agost de 1225, quan ell i Violant van quedar casats per poder a la ciutat d'Acre. Dies després, Violant va ser coronada com a Reina de Jerusalem.
La reina ara coronada va ser enviada a Itàlia i es va casar en persona amb Frederic II a la catedral de Bríndisi, el 9 de novembre de 1225. En la cerimònia, es va proclamar com a rei Frederic I de Jerusalem. Immediatament Frederic (II com a emperador) va procurar que el seu sogre, Joan de Brienne, fins llavors regent, fos desposseït del càrrec i els seus drets transferits a ell. Malgrat el seu nou càrrec com a rei de Jerusalem, Frederic II va seguir prenent-se el seu temps per posar-se en marxa, i el 1227, va ser excomunicat pel papa Gregori IX per no complir amb honor el seu vot de croat.

## Mort
Després de les noces, Violant va ser reclosa pel seu espòs. Va passar el seu temps en l'harem de Frederic a Palerm. El novembre de 1226, va donar a llum al seu primer fill, una nena (a la qual algunes fonts citen com a Margarida); un nen va morir a l'agost de 1227.
Frederic finalment va salpar de Bríndisi el 8 de setembre de 1227 cap a Jerusalem però va emmalaltir a Òtranto, on Lluís IV, landgravi de Turíngia, havia estat portat a terra. Frederic va posposar el viatge mentre es recuperava. Mentrestant, Violant va morir després de donar a llum al seu segon fill, un nen, Conrad, a Àndria, Bari, el 25 d'abril de 1228. Està enterrada a la catedral d'Àndria. Frederic finalment va embarcar cap a Jerusalem el 28 de juny.
Frederic II va reclamar el regne de Jerusalem a la mort de la seva esposa. Encara que es va coronar a si mateix com a rei de Jerusalem a l'Església del Sant Sepulcre el 18 de març de 1229, va governar com regent en nom del seu fill, establint una treva amb els musulmans el 1229 durant la Sisena Croada.